# Antoine Delarbre
Abate Antoine Delarbre o De l'Arbre ( Clermont-Ferrand, 15 de enero de 1724 - 27 de mayo de 1807 ) fue un religioso, geólogo, botánico y briólogo francés.
Era hijo del cirujano Jean Delarbre, y de Marguerite Jozat. Hacia 1740, comienza en París la carrera de Medicina, obteniendo su diploma de médico. El célebre Bernard de Jussieu (1699-1777) lo inspira en el gusto por la Botánica. Retorna a Clermont-Ferrand en 1749, y expediciona a las montañas de Auvergne. Fue cura de Royat de 1771 a 1777, y de la parroquia de la catedral hasta 1791. Aunque rehúsa opinar sobre la constitución, es repuesto cura de la catedral en 1802, para fallecer el 27 de mayo de 1807.
Fue autor de numerosas publicaciones como Flore d'Auvergne. En 1781 funda el jardín botánico de Clermont.

## Algunas publicaciones
- 1782. Séance publique pour l'ouverture du Jardin royal de botanique tenue le 9 août 1781, par la Société royale des sciences, arts et belles-lettres de... Clermont-Ferrand. Discours sur la botanique, par M. Duvernin discours sur l'utilité et la nécessité d'un jardin botanique à Clermont-Ferrand. Ed. Impr. de A. Delcros. 68 pp.
- 1797. Flore d'Auvergne, ou Recueil des plantes de cette ci-devant province, par A. Delarbre,... Suivi de la Description du lac de Pavin. Ed. B. Beauvert et L. Deschamps. 11 pp.
- 1800. Flore de la ci-devant Auvergne, ou Recueil des plantes observées sur les montagnes du Puy-de-Dôme, du Mont-d'Or, du Cantal, etc. 2ª ed. Ed. Impr. de Landriot et Rousset

### Libros
- Delarbre, A; A Riom; A Clermont. 1796. Flore de la ci-devant Auvergne, ou Recueil des plantes Observées sur les Montagnes du Puy-de-Dôme, du Mont-d'Or, du Cantal. Ed. Imprimerie de Landriot & Rousset. 2 vols. XXVI, (2) & 507, 384 (507 à 891), 24 & 8 pp. (paginación sucesiva de los 2 tomos)
- 1797. Essai zoologique, ou Histoire naturelle des animaux sauvages, quadrupèdes et oiseaux indigènes... des poissons et amphibies d'Auvergne. Ed. B. Beauvert et L. Deschamps. 348 pp.
- 1805. Naturaliste, Clermont fd. 1722-1811 . notice sur l'ancien royaume des auvergnats et sur la ville de Clermont. Ed. Clermont. Landriot. 256 pp.
- Flore d'Auvergne, ou recueil des plantes de cette ci-devant province. Ed. Beauvert & Deschamps, de l'Imprimerie de J. B. Bertet. 421 pp.

## Honores

### Eponimia
Género
- (Araliaceae) Delarbrea Vieill.[1]

- (Caryophyllaceae) Larbrea A.St.-Hil.[2]

Especies
- (Asteraceae) Leucanthemum delarbrei Timb.-Lagr.[3]

- (Brassicaceae) Arabis delarbrei Charb.[4]

- (Fabaceae) Genista delarbrei Lecoq & Lam.[5]

- (Ranunculaceae) Thalictrum delarbrei Lamotte[6]
- La abreviatura «Delarbre» se emplea para indicar a Antoine Delarbre como autoridad en la descripción y clasificación científica de los vegetales.[7]